# Machaguay (distrito)
O Distrito peruano de Machaguay é um dos catorze distritos que formam a Província de Castilla, situada no Departamento de Arequipa, pertencente a Região Arequipa.

## Transporte
O distrito de Machaguay é servido pela seguinte rodovia:
- AR-106, que liga o distrito de Aplao à cidade de Huambo[1][2][3]